# Локк, Гэри
Гэри Фэй Лок (англ. Gary Faye Locke, род. 21 января 1950, Сиэтл, Вашингтон, США) — американский политик, посол США в Китайской народной республике с августа 2011 по февраль 2014 года, ранее с марта 2009 года занимал пост министра торговли США. До этого жил и работал в штате Вашингтон: в 1983—1994 годах был членом Палаты представителей штата, в 1994—1997 годах — управляющим графства Кинг-Каунти, в 1997—2005 годах — губернатором штата, а затем — партнёром в юридической фирме Davis Wright Tremaine. Стал известен как первый политик китайского происхождения, занявший губернаторский пост в США.

## Биография
Гэри Фэй Лок (Gary Faye Locke, английский вариант китайского имени Lok Ga-fai) родился 21 января 1950 года в Сиэтле. Он был вторым из пяти детей Джимми Лока (Jimmy Locke) и Джули Лок (Julie Locke) и внуком иммигранта из Китая (провинция Гуандун), его семья жила в бедности — и лишь позже купила ресторан, а затем продовольственный магазин. Первые шесть лет Лок провёл в Yesler Terrace, муниципальном жилье для детей ветеранов Второй мировой войны. При этом до того, как Лока отправили в детский сад, он говорил исключительно по-китайски (кантонски). В 14 лет он получил высшую скаутскую степень «разведчика-орла» (Eagle Scout). Известно, что Лок работал в продуктовой лавке и ресторане своего отца.
В 1968 году Лок окончил с отличием школу Франклина (Franklin High School) в Сиэтле. Благодаря подработке, денежной помощи и стипендиям Лок смог учиться в Йельском университете. Причём, по его собственным утверждениям, он был принят отчасти исходя из желания администрации университета подчеркнуть политику расового равноправия. Там в 1972 году Лок получил диплом бакалавра политических наук. В 1975 году в Бостонском университете он получил степень доктора юриспруденции.
В 1976—1980 годах Лок работал заместителем прокурора в Кинг-Каунти, наиболее населённом графстве штата Вашингтон, включающем его центр Сиэтл; в этой должности он занимался тяжёлыми уголовными преступлениями. В 1980 году Лок участвовал в организации предвыборной кампании демократического кандидата на пост губернатора штата Джима Макдермотта (Jim McDermott), закончившейся его поражением. Впоследствии Лок был юристом при комитете по высшему образованию сената штата Вашингтон, работал в департаменте Сиэтла по правам человека, а согласно отдельным источникам, был также менеджером телефонной компании.
В 1982 году Лок был избран членом Палаты представителей штата Вашингтон от Демократической партии (вступил в должность в 1983 году) и после этого переизбирался ещё дважды. Основные предвыборные обещания Лока в 1982 году были связаны с улучшением образовательной системы и борьбой с преступностью, причём пресса особенно отмечала его деятельность в сфере образования. В 1988 году (по другим сведениям, в 1989 году) Лок возглавил бюджетную комиссию штата, причём в 1992 году в прессе отмечались его значительные успехи в составлении бюджета, устраивавшего как демократов, так и республиканцев. В то же время некоторые решения, на которых настоял Лок, касавшиеся повышения налогов, а также повышения зарплат бюджетным работникам, представлялись неоднозначными. Его увлечённость работой дала повод для публикации в 1991 году в Seattle Weekly статьи под заголовком «Человек, ошибочно принимающий свою жизнь за законодательную деятельность» (The Man Who Mistook His Life for the Legislature).
В ноябре 1993 года Лок был избран местными жителями управляющим графства Кинг-Каунти, в которое входит Сиэтл, занял пост в январе 1994 года и в связи с этим покинул Палату представителей штата. Управляющим графства Лок оставался до января 1997 года.
В 1996 году Лок, заявлявший о своих претензиях на губернаторский пост ещё в 1992 году, был избран губернатором штата Вашингтон, вступил в должность в январе 1997 года. Лок стал первым в истории США губернатором китайского происхождения. При этом в прессе подчеркивалось, что это давало Локу не только особый статус в азиатском сообществе, но и возлагало на него значительную ответственность. Уже через два месяца после вступления в должность Лок посетил Китай.
Вскоре после избрания на губернаторский пост Лок фигурировал в скандале, связанном с зарубежными пожертвованиями переизбранному незадолго до этого президенту США Биллу Клинтону во время его предвыборной кампании 1996 года. Однако в 1998 году комитет Конгресса США по правительственной реформе и контролю (House Committee on Government Reform and Oversight) объявил об отсутствии свидетельств в пользу того, что Лок умышленно принимал незаконные пожертвования.
В 2000 году Лок был избран губернатором штата Вашингтон на второй срок. Однако несмотря на принадлежность к Демократической партии, его политика воспринималась как несколько консервативная; в частности, критике со стороны коллег по партии подвергалась политика повышения налогов, сокращение расходов на здравоохранение, увольнение значительного числа государственных служащих.
В январе 2003 года Локу было поручено представить ответ Демократической партии на послание президента США республиканца Джорджа Буша Конгрессу США, после чего Лок и его семья получили ряд угроз. Тогда же сотрудники ФБР задержали Джеймса Брейли-младшего (James D. Brailey Jr), лидера группировки, которая с 2001 года планировала убийство Лока. Ряд аналитиков связали эту угрозу с последовавшим вскоре заявлением Лока о том, что он не претендует на третий губернаторский срок.
Непосредственно после того, как в январе 2005 года Лок покинул пост губернатора, он участвовал в организации визита председателя Китая Ху Цзиньтао в США. В 2005 году Лок стал партнёром в сиэтлской юридической компании Davis Wright Tremaine. В компании он занимался вопросами, связанными с Китаем, и взаимоотношениями с властями.
Во время кампании, предшествовавшей президентским выборам 2008 года, Лок стал одним из руководителей группы поддержки Хиллари Клинтон в штате Вашингтон. Самого Лока в отдельных публикациях назвали в качестве человека, который в будущем мог бы претендовать на пост президента США; при этом сам он ни разу публично не высказывал такого желания.
23 февраля 2009 года президент США Барак Обама и вице-президент Джо Байден, незадолго до этого вступившие в должность, предложили кандидатуру Лока на пост министра торговли, после чего тот покинул работу в юридической компании. Лок стал третьей кандидатурой, предложенной новой демократической администрацией; предыдущее две были отклонены ещё на предварительных этапах рассмотрения. Китайская пресса связывала выдвижение Лока в министры с возможным желанием Обамы принять во внимание интересы правительства Китая. 24 марта 2009 года Сенат США утвердил Лока на посту министра торговли США.
В марте 2011 года Обама предложил Лока на пост посла США в Китайской народной республике взамен республиканца Джона Хантсмана (Jon Huntsman), планировавшего участвовать в президентской гонке. В конце июля того же года Сенат утвердил кандидатуру Лока, 1 августа он оставил министерский пост и официально вступил в должность посла КНР. Обязанности министра торговли США временно исполняла бывший заместитель Лока Ребекка Бланк (Rebecca Blank), а в октябре того же года новым министром стал Джон Брайсон (John Bryson).
Лок дважды женился: первый раз — во время учёбы в Бостонском университете на Диане Вон (Diane Wong), с которой он развёлся спустя четыре года, второй раз — в 1994 году на дочери иммигрантов из Китая, телевизионной журналистке Моне Ли (Mona Lee). У Гэри и Моны трое детей: родившаяся в 1997 году Эмили Николь (Emily Nicole), родившийся в 1999 году Дилан Джеймс (Dylan James) и родившаяся в 2004 году Мэдлин Ли (Madeline Lee).